# Lijst van rijksmonumenten in Boxmeer
De plaats Boxmeer telt 45 inschrijvingen in het rijksmonumentenregister. Hieronder een overzicht.
| Object | Oorspronkelijke functie?  | Bouwjaar                                         | Architect          | Locatie                        | Coördinaten?                  | Nr.?   | Afbeelding                              |
| --- | ------------------------- | ------------------------------------------------ | ------------------ | ------------------------------ | ----------------------------- | ------ | --------------------------------------- |
| Klooster "De Weijer" | Klooster, kloosteronderdl | 1719 (herbouwd) 1864 (uitgebreid)                |                    | de Raetsingel 1                | 51° 39' 1" NB, 5° 56' 54" OL  | 10025  | Meer afbeeldingen                       |
| Carmelitessenklooster, oorspronkelijk huis Elzendael | Woonhuis                  | 1667 (overgedragen)                              |                    | Dr. Peelenstraat 6             | 51° 38' 41" NB, 5° 56' 40" OL | 10027  | Meer afbeeldingen                       |
| De Spieker | Woonhuis                  | 18/19e eeuw                                      |                    | van Sasse van IJsseltstraat 33 | 51° 38' 48" NB, 5° 57' 24" OL | 10028  | Meer afbeeldingen                       |
| Station Boxmeer | Transport                 | 1882                                             | M.A. van Wadenoyen | Stationsweg 1                  | 51° 38' 40" NB, 5° 56' 22" OL | 10029  | Meer afbeeldingen                       |
| Groot dwarshuis onder schilddak | Woonhuis                  | begin 19e eeuw                                   |                    | Steenstraat 1                  | 51° 38' 44" NB, 5° 57' 21" OL | 10030  | Meer afbeeldingen                       |
| Karmelietenklooster | Klooster, kloosteronderdl | tussen 1653 en 1709                              |                    | Steenstraat 39                 | 51° 38' 48" NB, 5° 57' 11" OL | 10031  | Meer afbeeldingen                       |
| R.K. Kerk van St. Petrus vanwege eikenhouten oxaal | Vanwege onderdelen kerk   | 1632                                             | Jan Werkens        | Steenstraat 41                 | 51° 38' 48" NB, 5° 57' 11" OL | 10032  | Meer afbeeldingen                       |
| Huis onder zadeldak en met in- en uitgezwenkte topgevel met pleisterwerk | Werk-woonhuis             | 18e eeuw (huis) 19e eeuw (pleisterwerk)          |                    | Steenstraat 26                 | 51° 38' 46" NB, 5° 57' 14" OL | 10033  | Meer afbeeldingen                       |
| Huis onder zadeldak en met in- en uitgezwenkte topgevel, met sieranker | Werk-woonhuis             | 18e eeuw                                         |                    | Steenstraat 32                 | 51° 38' 47" NB, 5° 57' 12" OL | 10034  | Meer afbeeldingen                       |
| Huis onder zadeldak tussen achtertopgevel en in- en uitgezwenkte voorgevel, 18e eeuw, met 19e-eeuws pleister- en stucwerk.                                                                              | Woonhuis                  | 18e eeuw (huis) 19e eeuw (pleister- en stucwerk) |                    | Steenstraat 56                 | 51° 38' 49" NB, 5° 57' 8" OL  | 10036  | Meer afbeeldingen                       |
| Dwarshuis met door leien gedekt zadeldak tussen zijtopgevels en bekroond door een dakruiter. Ingang met kroonlijst op voluutvormige consoles. Ramen met waaierzwikken en segmentvormige roedenverdeling | Woonhuis                  | 1669 (jaarcijfers)                               |                    | Steenstraat 92                 | 51° 38' 51" NB, 5° 57' 1" OL  | 10037  | Meer afbeeldingen                       |
| St. Rochuskapel | Kapel                     | 18e eeuw (bouw) 19e eeuw (hersteld)              |                    | Spoorstraat bij 1              | 51° 38' 56" NB, 5° 56' 41" OL | 10038  | Meer afbeeldingen                       |
| Bijgebouw van het ziekenhuis, met ingezwenkte topgevel en boogvensters | Bijgebouwen kastelen enz. |                                                  |                    | Veerstraat 45                  | 51° 39' 6" NB, 5° 57' 21" OL  | 10039  | Meer afbeeldingen                       |
| Kasteel Boxmeer | Kasteel, buitenplaats     | 14e eeuw (oorsprong)                             |                    | Veerstraat 49                  | 51° 39' 8" NB, 5° 57' 31" OL  | 10040  | Meer afbeeldingen                       |
| R.K. Kapel van St. Jan Nepomuk | Kapel                     | 1737 (jaartal)                                   |                    | Veerstraat 51                  | 51° 39' 6" NB, 5° 57' 20" OL  | 10041  | Meer afbeeldingen                       |
| Nederlands Hervormde Kerk | Kerk en kerkonderdeel     | begin 19e eeuw                                   |                    | Veerstraat 24                  | 51° 39' 6" NB, 5° 57' 19" OL  | 10042  | Meer afbeeldingen                       |
| Pastorie van der Nederlands Hervormde Kerk | Kerkelijke dienstwoning   | 19e eeuw                                         |                    | Veerstraat 26                  | 51° 39' 7" NB, 5° 57' 19" OL  | 10043  | Meer afbeeldingen                       |
| Dwarshuis onder zadeldak en met witgepleisterde gevels | Woonhuis                  | 19e eeuw                                         |                    | Veerstraat 36A                 | 51° 39' 12" NB, 5° 57' 19" OL | 10044  | Meer afbeeldingen                       |
| Huize Placida | Woonhuis                  | 1780                                             |                    | het Zand 15                    | 51° 38' 59" NB, 5° 57' 23" OL | 10045  | Meer afbeeldingen                       |
| Het Zandhuis | Woonhuis                  |                                                  |                    | Zandpaadje 9                   | 51° 38' 57" NB, 5° 57' 24" OL | 10046  | Meer afbeeldingen                       |
| Houten kruisbeeld aan de weg | Straatmeubilair           | 18e eeuw                                         |                    | het Zand bij 8                 | 51° 38' 59" NB, 5° 57' 25" OL | 10047  | Meer afbeeldingen                       |
| Luctor et Emergo | Industrie- en poldermolen | 1901                                             |                    | Kapelstraat 33                 | 51° 39' 29" NB, 5° 53' 8" OL  | 38250  | Meer afbeeldingen                       |
| Terrein waarin een urnenveld | Archeologisch monument    | Late Bronstijd en/of IJzertijd                   |                    |                                | 51° 39' 29" NB, 5° 56' 48" OL | 45279  | Upload foto                             |
| Terrein waarin resten van begravingen | Archeologisch monument    | IJzertijd en Romeinse tijd                       |                    |                                | 51° 39' 22" NB, 5° 57' 9" OL  | 45280  | Upload foto                             |
| Terrein waarin een kunstmatig opgeworpen hoogte | Archeologisch monument    | Middeleeuwen of Romeinse tijd                    |                    |                                | 51° 38' 47" NB, 5° 57' 48" OL | 45281  | Upload foto                             |
| De Wijer | Klooster, kloosteronderdl | 1719                                             |                    | de Raetsingel 1                | 51° 39' 1" NB, 5° 56' 54" OL  | 518521 | De Wijer                                |
| Kloosterkapel, oorspronkelijk behorend tot het voormalige klooster "De Weijer" | Kapel                     | ca. 1930                                         |                    | de Raetsingel bij 1            | 51° 39' 1" NB, 5° 56' 54" OL  | 518522 | Meer afbeeldingen                       |
| R.K. begraafplaats van Boxmeer | Begraafplaats en -onderdl | 19e+20e eeuw                                     |                    | Begijnenstraat                 | 51° 38' 34" NB, 5° 56' 59" OL | 518534 | R.K. begraafplaats van Boxmeer          |
| Winkel; woonhui | Werk-woonhuis             | 1914                                             |                    | Kapelstraat 20                 | 51° 39' 25" NB, 5° 53' 8" OL  | 518545 | Meer afbeeldingen                       |
| Molenaarshuis | Bedrijfs-,fabriekswoning  | 1910                                             |                    | Kapelstraat 35                 | 51° 39' 30" NB, 5° 53' 9" OL  | 518546 | Molenaarshuis                           |
| Woonhuis; Fabriek | Industrie                 | 1875-1900                                        |                    | Stationsweg 18A                | 51° 38' 42" NB, 5° 56' 24" OL | 518559 | Meer afbeeldingen                       |
| De Boomgaard | Horeca                    | 1875-1900                                        |                    | Steenstraat 37                 | 51° 38' 48" NB, 5° 57' 13" OL | 518562 | De Boomgaard                            |
| Kantongerecht | Gerechtsgebouw            | 1850                                             |                    | Steenstraat 59                 | 51° 38' 51" NB, 5° 57' 5" OL  | 518564 | Meer afbeeldingen                       |
| R.K. Processiekapel Sint-Petrusbasiliek | Kapel                     | 1930                                             |                    | 't Zand                        | 51° 38' 59" NB, 5° 57' 23" OL | 518566 | R.K. Processiekapel Sint-Petrusbasiliek |
| Voormalige langgevelboerderij | Boerderij                 | ca. 1850                                         |                    | het Zand 1                     | 51° 39' 5" NB, 5° 57' 20" OL  | 518568 | Meer afbeeldingen                       |
| R.K. Begraafplaats: gietijzeren grafkruis op hardstenen sokkel | Begraafplaats en -onderdl | 1927                                             |                    | Begijnenstraat, A 2 3          | 51° 38' 34" NB, 5° 56' 59" OL | 525445 | Meer afbeeldingen                       |
| R.K. Begraafplaats: gietijzeren grafkruis op hardstenen sokkel | Begraafplaats en -onderdl |                                                  |                    | Begijnenstraat, A 3 2          | 51° 38' 34" NB, 5° 56' 59" OL | 527971 | Meer afbeeldingen                       |
| R.K. Begraafplaats: gietijzeren grafkruis op hardstenen sokkel | Begraafplaats en -onderdl |                                                  |                    | Begijnenstraat, A 3 6          | 51° 38' 34" NB, 5° 56' 59" OL | 527972 | Meer afbeeldingen                       |
| R.K. Begraafplaats: meisjesgraf: marmeren kindergrafteken met hardstenen sokkel | Begraafplaats en -onderdl |                                                  |                    | Begijnenstraat                 | 51° 38' 34" NB, 5° 56' 59" OL | 527973 | Meer afbeeldingen                       |
| R.K. Begraafplaats: graf van Dorothea Esser | Begraafplaats en -onderdl | 1899                                             |                    | Begijnenstraat, rondeel 3      | 51° 38' 34" NB, 5° 56' 59" OL | 527974 | Meer afbeeldingen                       |
| R.K. Begraafplaats: graf van J.F.E.M. Rijke | Begraafplaats en -onderdl |                                                  |                    | Begijnenstraat, rondeel 3      | 51° 38' 34" NB, 5° 56' 59" OL | 527975 | Meer afbeeldingen                       |
| R.K. Begraafplaats: gietijzeren grafkruis op hardstenen sokkel | Begraafplaats en -onderdl |                                                  |                    | Begijnenstraat, E 19 7         | 51° 38' 34" NB, 5° 56' 59" OL | 527976 | Meer afbeeldingen                       |
| R.K. Begraafplaats: gietijzeren grafkruis op hardstenen sokke | Begraafplaats en -onderdl |                                                  |                    | Begijnenstraat, E 17 12        | 51° 38' 34" NB, 5° 56' 59" OL | 527977 | Meer afbeeldingen                       |
| R.K. Begraafplaats: gietijzeren grafkruis zonder sokkel | Begraafplaats en -onderdl |                                                  |                    | Begijnenstraat, E 10 6         | 51° 38' 34" NB, 5° 56' 59" OL | 527978 | Meer afbeeldingen                       |
| Voormalig schoolgebouw | Klooster, kloosteronderdl | 1902                                             |                    | Weijerstraat 2                 | 51° 39' 0" NB, 5° 57' 6" OL   | 528104 | Meer afbeeldingen                       |